# Il grande bluff
Il grande bluff è stato un programma televisivo d'intrattenimento di Canale 5 e Italia 1, adattamento  dell'omonimo format televisivo francese di TF1 ideato da Patrick Sébastien, curato per l'Italia da Fatma Ruffini e trasmesso in tre edizioni tra il 1996 e il 2000. La sigla ufficiale era il brano dei The Knack My Sharona.

## Storia
Il grande bluff nacque su iniziativa di Luca Barbareschi. Egli, debitamente truccato e camuffato da Sergio Stivaletti (che in passato aveva collaborato con Dario Argento) tanto da essere irriconoscibile, faceva delle incursioni tra il pubblico o tra i concorrenti di note trasmissioni Mediaset con l'intento di sabotarne e disturbarne le registrazioni; nella puntata, i conduttori delle trasmissioni coinvolte negli scherzi (e nelle ultime due edizioni, anche i vip complici) venivano invitati in studio. Inoltre il programma, a detta dello stesso Barbareschi, nasceva quasi come una sua "vendetta" a causa del primo degli scherzi fattogli dalla trasmissione Scherzi a parte. Barbareschi considerava la trasmissione come un "programma autoironico sulla tv, contro la tv del dolore", cioè una versione Mediaset di Blob con caratteristiche simili allo stesso Scherzi a parte.

## Prima edizione
La prima edizione è andata in onda, in due puntate, il 3 e il 10 maggio 1996; Luca Barbareschi conduceva con Paola Barale, la quale si esibiva in alcune coreografie. Solo per la prima edizione, gli scherzi furono fatti dallo stesso Barbareschi, ed erano cinque in ogni puntata. Le dieci trasmissioni da lui sabotate erano:
- Buona Domenica, condotto da Claudio Lippi & altri;
- Forum, condotto da Rita dalla Chiesa;
- Italia 1 Sport, condotto da Maurizio Mosca;
- Generazione X, condotto da Ambra Angiolini;
- Maurizio Costanzo Show;
- La ruota della fortuna, condotto da Mike Bongiorno;
- Ok, il prezzo è giusto!, condotto da Iva Zanicchi;
- Galagoal con Alba Parietti;
- Perdonami, condotto da Davide Mengacci;
- Re per una notte, condotto da Gigi Sabani;
- Stranamore, condotto da Alberto Castagna.

Tra gli scherzi di questa edizione, quello fatto a Mike Bongiorno a La ruota della fortuna risultò essere il più famoso, nella quale lo stesso Mike si infuriò parecchio e vietò la messa in onda del filmato, successivamente trasmesso da Striscia la notizia.

### Ascolti
| Puntata | Data           | Telespettatori | Share  |
| ------- | -------------- | -------------- | ------ |
| 1       | 3 maggio 1996  | 7.518.000      | 28,30% |
| 2       | 10 maggio 1996 | 7.495.000      |        |

## Seconda edizione
La seconda edizione è invece andata in onda, sempre in due puntate, il 28 maggio e il 4 giugno 1999 con la conduzione di Marco Columbro. In questa seconda edizione, per la prima volta a disturbare le trasmissioni del gruppo Mediaset erano dieci VIP (come sempre cinque in ogni puntata), ancora una volta debitamente mascherati. Tra i vip complici degli scherzi si ricorda:

### Prima puntata
- Nino D'Angelo, sabotatore nella trasmissione Uomini e donne di Maria De Filippi;
- Loretta Goggi, sabotatrice nella trasmissione Forum di Paola Perego;
- Alba Parietti, sabotatrice nella trasmissione Passaparola di Claudio Lippi;
- Peppe Quintale, sabotatore in una televendita di Giorgio Mastrota;
- Ricky Tognazzi, sabotatore nella trasmissione Vivere bene di Maria Teresa Ruta.

### Seconda puntata
- Marco Balestri, sabotatore nella trasmissione Tempi moderni di Daria Bignardi;
- Emilio Fede, sabotatore nella trasmissione La sai l'ultima? di Gerry Scotti con la partecipazione di Natalia Estrada;
- Loretta Goggi, sabotatrice nella trasmissione Ok, il prezzo è giusto! di Emanuela Folliero;
- Michele Placido, sabotatore nella trasmissione Buona Domenica di Luca Laurenti & altri;
- Pupo, sabotatore nella trasmissione Sarabanda di Enrico Papi.[4]

### Ascolti
| Puntata | Data           | Telespettatori | Share  |
| ------- | -------------- | -------------- | ------ |
| 1       | 28 maggio 1999 | 5.741.000      | 25,04% |
| 2       | 4 giugno 1999  | 5.090.000      | 24,27% |

## Terza edizione
La terza ed ultima edizione del programma, trasmessa in tre puntate dal 26 maggio al 9 giugno 2000, tornò ad essere condotta da Luca Barbareschi (affiancato dalle vallette Nina Morić ed Elisa Triani); in quell'anno Barbareschi era rientrato a Mediaset, dopo il suo allontanamento avvenuto nell'autunno del 1996 in seguito ad una sua dichiarazione all'interno della trasmissione I guastafeste, condotta dallo stesso Barbareschi con Massimo Lopez, nella quale invitò gli spettatori a non pagare l'eurotassa. Nella terza edizione, Barbareschi tornò anche a fare degli scherzi ad alcune trasmissioni, ovvero: Uomini e donne di Maria De Filippi, Chi ha incastrato Peter Pan? di Paolo Bonolis con Luca Laurenti, nuovamente al Maurizio Costanzo Show e, soprattutto, il suo primo ed unico sabotaggio non riuscito ad I ragazzi irresistibili (condotto da Little Tony), dove Little Tony stesso lo smascherò dopo un minuto e se ne andò infastidito. I vip complici negli scherzi di quest'ultima edizione erano:

### Prima puntata
- Enrica Bonaccorti, sabotatrice nella trasmissione Ok, il prezzo è giusto! di Iva Zanicchi;
- Giuliana De Sio, sabotatrice nella trasmissione Passaparola di Gerry Scotti;
- Alba Parietti, sabotatrice nella trasmissione A tu per tu di Antonella Clerici con la partecipazione di Maria Teresa Ruta;
- Tullio Solenghi, sabotatore nella trasmissione La domenica del villaggio di Davide Mengacci.

### Seconda puntata
- Barbara De Rossi, sabotatrice nella trasmissione Sgarbi per voi di Vittorio Sgarbi (allora in onda su Telenord);
- Gianfranco Funari, sabotatore nella trasmissione Strano ma vero - Alla faccia dell'ornitorinko di Gene Gnocchi con la partecipazione di Cristina Parodi;
- Guido Meda, sabotatore nella trasmissione Se fosse GOAL... di Giorgio Chinaglia (allora in onda su Europa 7);
- Gianmarco Tognazzi, sabotatore in due trasmissioni "unite": La sai l'ultima? (condotto da Gigi Sabani) e Fuego, dove Daniele Bossari (oltre ad essere il conduttore) era l'inviato ed intervistatore di Gigi nello studio del programma.

### Ascolti
| Puntata | Data           | Telespettatori | Share  |
| ------- | -------------- | -------------- | ------ |
| 1       | 26 maggio 2000 | 6.000.000      | 25,90% |
| 2       | 2 giugno 2000  | 5.083.000      | 23,36% |
| 3       | 9 giugno 2000  | 4.600.000      | 22,19% |

## Bluff speciali
- Nella prima puntata della prima edizione, ai danni della madre di Luca Barbareschi, venne simulato un finto incidente stradale tra due auto davanti a casa sua, e il figlio Luca camuffava uno degli automobilisti coinvolti.
- Nella seconda edizione Barbara De Rossi, su complicità di Enrico Papi e Pupo, inscenò uno scherzo in studio al termine della seconda puntata ai danni dell'allora conduttore Marco Columbro.